# Live in Sarpsborg
Live in Sarpsborg è un album live della band black metal norvegese Mayhem pubblicato nel 2017 dalla Peaceville Records in edizione limitata di sole 1000 copie in vinile. È stato registrato a Sarpsborg in Norvegia, il 28 febbraio 1990.

## Descrizione
Il live comprende alcune canzoni dall'EP Deathcrush del 1987 e alcune dall'album De Mysteriis Dom Sathanas che uscirà solo nel 1994. La formazione della band è quella "classica" con la presenza del cantante Dead (suicidatosi nel 1991) e del chitarrista Euronymous (assassinato nel 1993). Da questo concerto era stato tratto il materiale che costituì il bootleg Dawn of the Black Hearts pubblicato nel 1995 e rimasto famigerato per la copertina raffigurante il cadavere di Dead.
Nella versione compact disc distribuita nel 2019 è incluso anche un DVD con immagini di qualità molto scadente relative all'esibizione.

## Copertina
La copertina dell'album è costituita da una fotografia del bassista Necrobutcher.

## Tracce
Lato A
1. Deathcrush - 3:35
2. Necrolust - 4:20
3. Funeral Fog - 6:38
4. Freezing Moon - 6:06

Lato B
1. Carnage - 3:57
2. Buried by Time and Dust - 6:07
3. Chainsaw Gutsfuck - 3:58
4. Pure Fucking Armageddon - 3:16

## Formazione
- Dead (Per Yngve Ohlin) - voce
- Euronymous (Øystein Aarseth) - chitarra
- Necrobutcher (Jørn Stubberud) - basso
- Hellhammer (Jan Axel Blomberg) - batteria